# Albert-Kanal

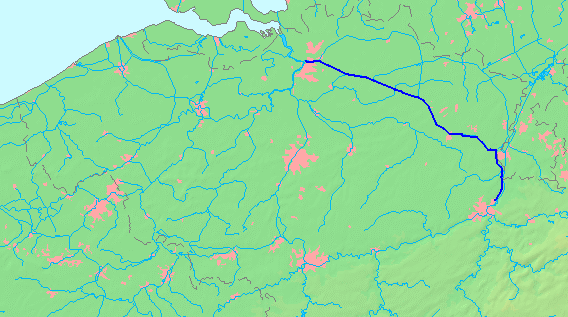
Lage des Albertkanals

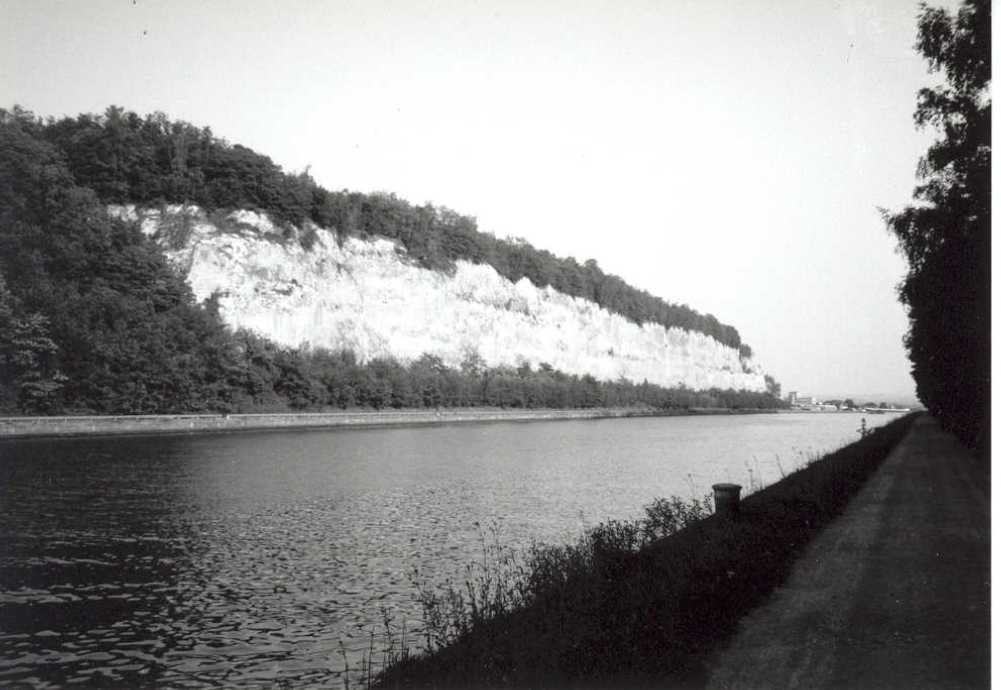
Der Albert-Kanal in der Nähe von Eben-Emael

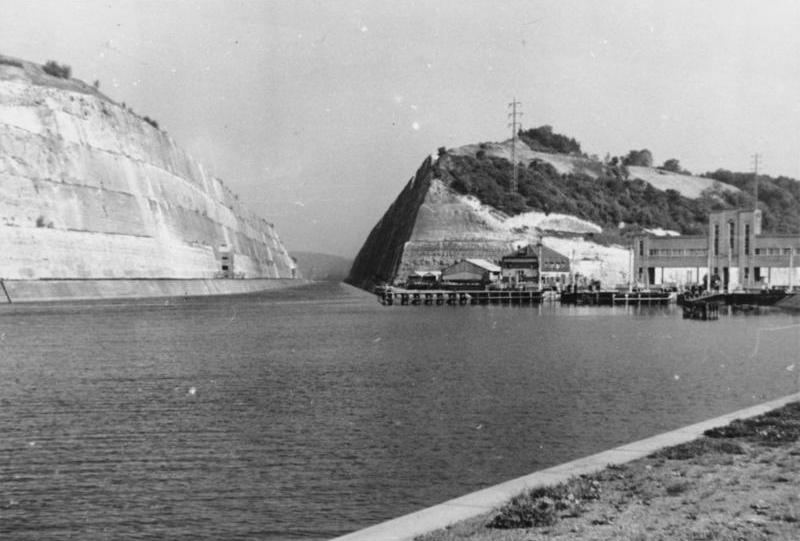
Albert-Kanal bei Maastricht, 1940

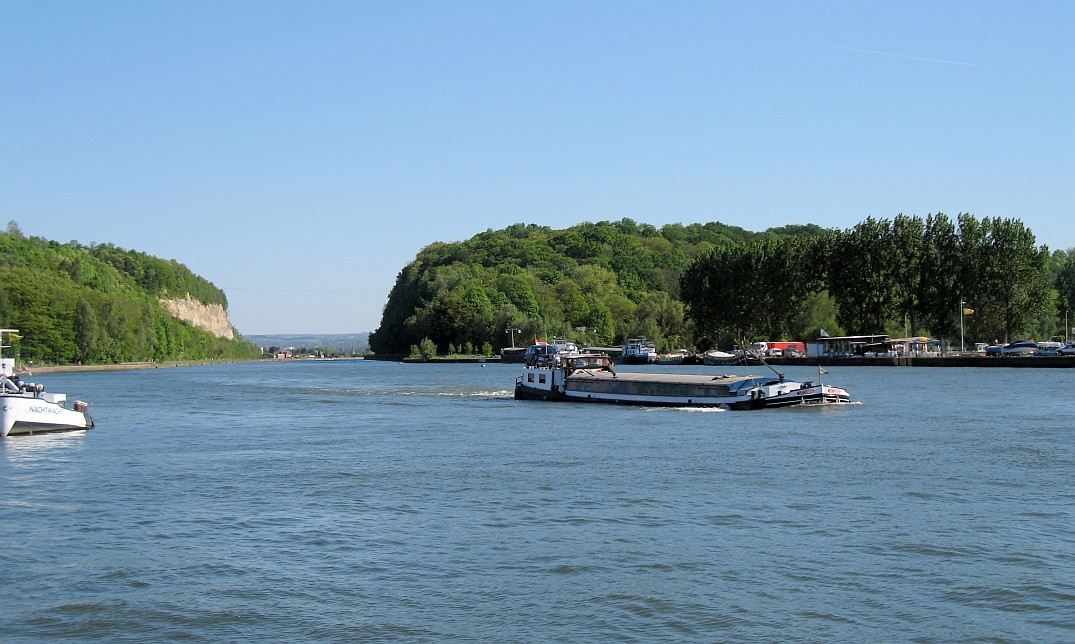
Albert-Kanal bei Kanne, Belgisch-Limburg

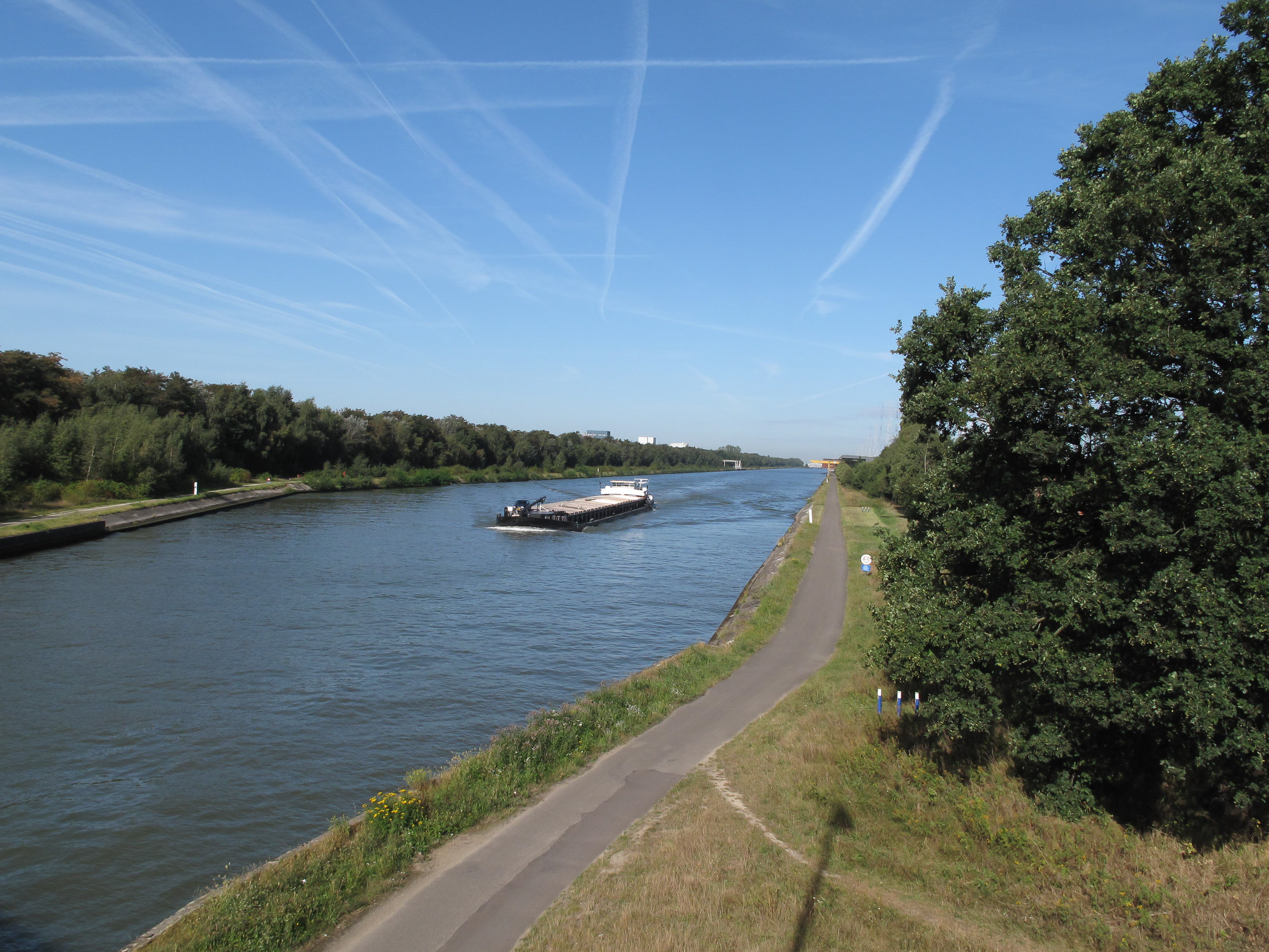
Albert-Kanal bei Geel

Der Albert-Kanal, flämisch Albertkanaal, französisch Canal Albert, verbindet als künstliche Wasserstraße die beiden belgischen Städte Lüttich und Antwerpen. Der Bau dieses Kanals sollte den Anliegern an der Maas einen Zugang zur Nordsee ermöglichen, ohne dabei durch das Gebiet der Niederlande fahren zu müssen.
Die Länge des Kanals beträgt 129,5 Kilometer. 
Auf seinem Weg überwinden sechs Schleusen eine Höhendifferenz von etwa 56 Metern. Beim belgischen Grenzort Kanne, südlich der niederländischen Stadt Maastricht, durchbricht der Albert-Kanal ein Bergmassiv aus Kalkstein, den man dort Mergel nennt. An diesem tiefen Einschnitt liegt das unterirdische Fort Eben-Emael. Dort verläuft der Kanal mehr oder minder parallel zur niederländischen Grenze westlich von Maastricht.
Der Albert-Kanal ist auch für die Trinkwasserversorgung der Region Antwerpen sehr wichtig, da diese von dem Maaswasser, das über den Kanal zugeführt wird, abhängig ist.

## Geschichte
Der Albert-Kanal wurde in den Jahren von 1930 bis 1939 angelegt. Benannt wurde er nach dem belgischen König Albert I., der am 31. Mai 1930 den Grundstein für den Kanalbau gelegt hatte. Er wurde am 30. Juli 1939 offiziell eröffnet. Davor dauerte eine Schiffsfahrt von Antwerpen nach Lüttich sieben Tage, seitdem weniger als einen Tag. 
Am 10. und 11. Mai 1940, den ersten beiden Tagen des Westfeldzuges, eroberte ein Wehrmachtskommando nach einer Luftlandeoperation das Fort Eben-Emael. Am 10. Mai sprengten niederländische Soldaten fast alle Brücken über den Albert-Kanal; zwei Brücken (in Vroenhoven und Veldwezelt) wurden von der Wehrmacht unversehrt erobert. 
Am 14. Mai 1940 kapitulierten die Niederlande und die Wehrmacht besetzte das Land. Nach dem Zweiten Weltkrieg lagen Brücken im Kanal, die Wehrmachtssoldaten 1944 bei ihrem Rückzug gesprengt hatten. 1946 wurde der Kanal wiedereröffnet. 
Der Kanal wurde ursprünglich für Schiffe mit einer Last von 2.000 Tonnen und einer jährlichen Transportmenge von 15 Millionen Tonnen konzipiert. Im Jahr 1969 wurden 40 Millionen Tonnen transportiert. Der Kanal wurde erweitert sowie Brücken und Schleusen den damaligen Gegebenheiten angepasst, um ihn mit größeren Schiffen befahren zu können. Seit seiner Erweiterung im Jahr 1997 sind Schiffe der Schiffsklasse VI zugelassen, auch für Schubverbände mit vier Leichtern mit insgesamt 9.000 Tonnen Nutzlast. Die Wassertiefe beträgt 3,4 Meter und die Brückendurchfahrtshöhe 6,7 Meter. Der Kanalabschnitt zwischen Antwerpen und der Schleuse Wijnegem konnte wegen der am Ufer angesiedelten Industriebetriebe nicht verbreitert werden; deshalb ist dort nur der Verkehr mit zwei Leichtern möglich. Es gab Überlegungen, zwischen Oelegem und Zandvliet einen fast 30 km langen Schubschiffkanal zu bauen; der Plan wurde nach Einsprüchen von Umweltorganisationen nicht verwirklicht.

## Weiterer Ausbau
Damit der Kanal auch für die Containerschifffahrt attraktiver wird, strebten die drei verschiedenen Betreiber Städtischer Hafenbetrieb Antwerpen (SHA), die belgische Binnenwasserstraßenverwaltung NV de Scheepvaart und die Hafenverwaltung von Lüttich Port de Autonome de Liège einen weiteren Ausbau an. Eine höhere Stapelung von Containern auf Binnenschiffen erfordert auch mehr Platz unter den Brücken. Angestrebt wurde eine Durchfahrtshöhe von 9,10 m, die für vier Lagen von Containern geeignet ist, was schließlich im Januar 2024 erreicht wurde. Zwischen 2005 und 2014 hat NV De Scheepvaart ein Dutzend Brücken über den flämischen Teil des Kanals erhöht; die zweite Phase begann 2014. In dieser Phase mussten 25 Brücken ersetzt werden; 15 weitere konnten erhöht werden. Außerdem wurde die Breite des Kanals überall auf 85 m erhöht, so dass sich die Schiffe problemlos kreuzen können. Die älteren Brücken standen oft mit Stützpfeilern im Kanal, was vor allem größere Schiffe daran hinderte, eine konstante Fahrgeschwindigkeit einzuhalten.

## Industrie
Zwischen dem Kanal und den Straßen siedelten sich verschiedene Industriebetriebe an:
- Herentals Industries
- Industrie Oevel-Geel
- Ravenshout in Beringen, zweitgrößtes Industriegebiet in Limburg
- Genk-Süd, Hafen

## Schleusen

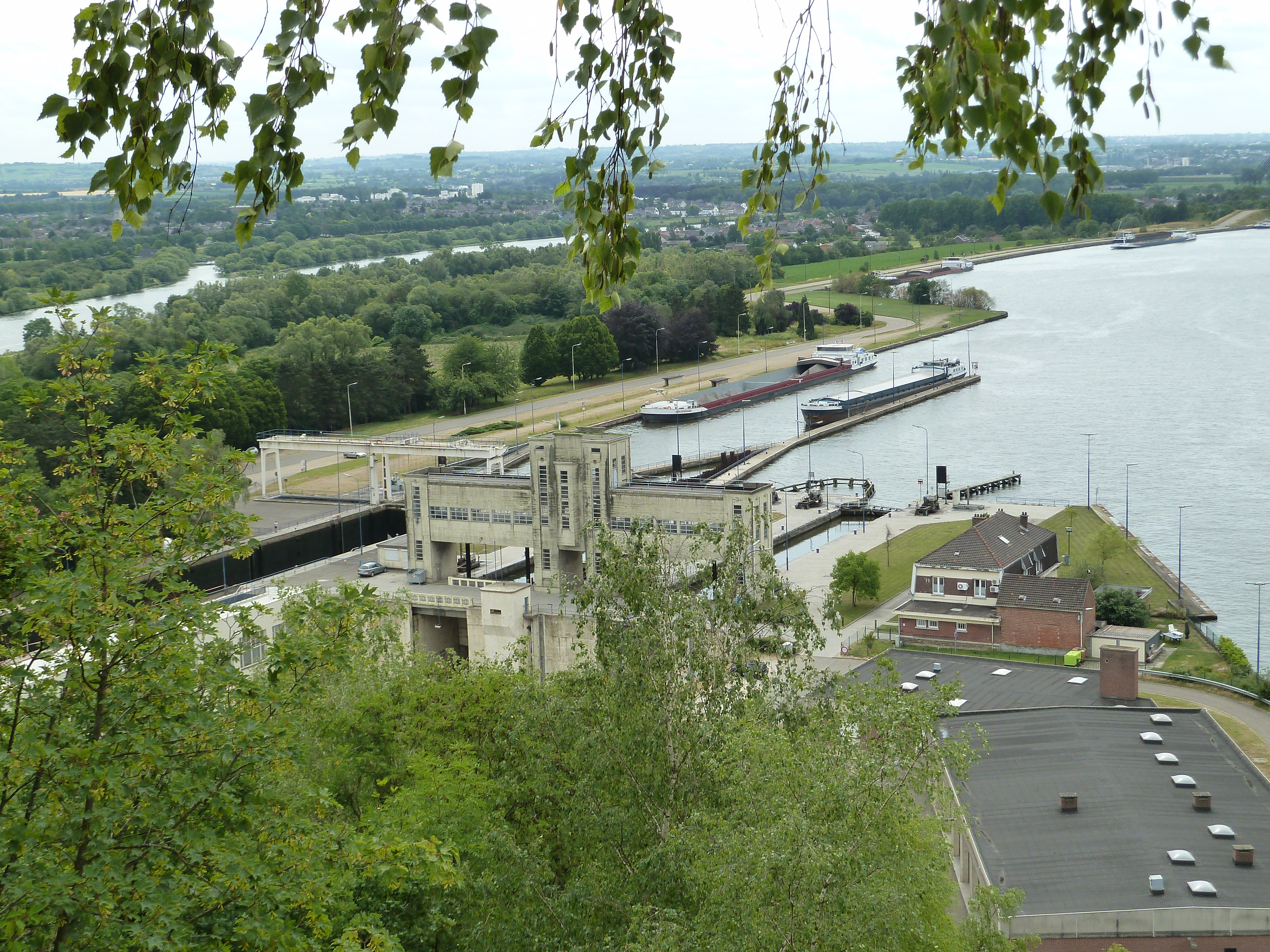
Schleuse Lanaye, Grenzschleuse Belgien–Niederlande

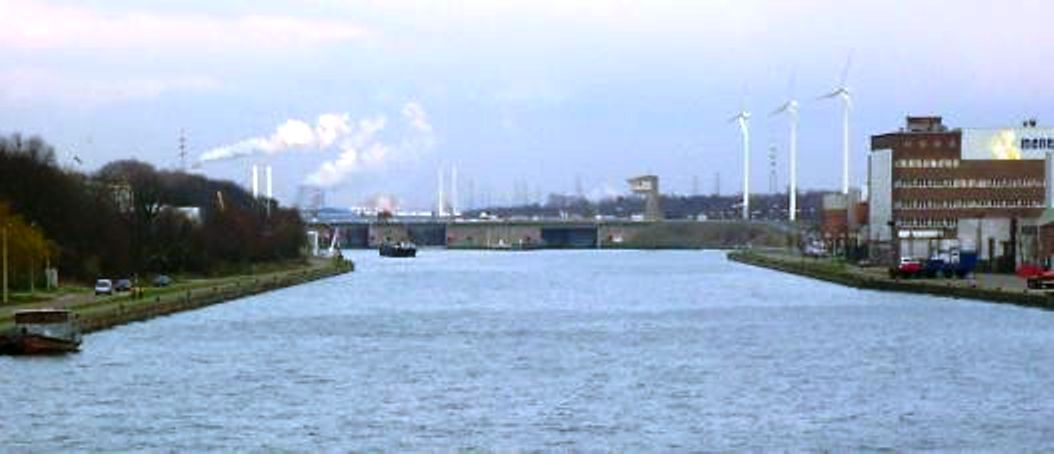
Kanal in Hasselt

Um den Höhenunterschied von 56 m zu überwinden, wurden sechs Schleusenanlagen mit je drei Schleusen gebaut. Jede Anlage verfügt über zwei Schleusen von 136 m × 16 m und einer Schleuse von 200 m × 24 m. Der Höhenunterschied beträgt an den Schleusen:
- Wijnegem 5,7 m
- Olen 10,0 m
- Kwaadmechelen 10,0 m
- Hasselt 10,1 m
- Diepenbeek 10,1 m
- Genk 10,1 m

## Verkehrsaufkommen
Im Jahr 2005 wurden rund 22,5 Millionen Tonnen Güter von 34.117 Schiffen befördert.

## Verbindungskanäle
- Kanal Bocholt–Herentals bei Herentals
- Kanal Dessel–Turnhout–Schoten bei Schoten
- Kanal Dessel–Kwaadmechelen bei Kwaadmechelen
- Kanal Briegden–Neerharen bei Briegden
- Netekanaal bei Viersel
- Kanal van Ternaaien (Albertkanal–Maas). Über die Schleusenanlage bei Petit Lanaye (französisch) bzw. Klein-Ternaaien (niederländisch) erreicht man den Verbindungskanal Kanal van Ternaaien und nach 1,9 km die Maas bei Maastricht. Es sind zwei Schleusen von 55,0 m × 7,5 m und eine Schleuse von 136 m × 16 m, bei einem Höhenunterschied von 13,94 m. Eine vierte Schleuse mit 200 m × 25 m wurde 2015 nach 4-jähriger Bauzeit in Betrieb genommen.
- Kanal Haccourt–Visé zur Maas bei Visé
- Kanal de Monsin zur Maas bei Lüttich

## Varia
Eine Kurve des Circuit Zolder ist nach dem Kanal benannt: Kurve Nr. 3 (Kanaalbocht).